# Regió de Batha
La regió de Batha (àrab: البطحة, al-Baṭḥa) és una de les 23 regions del Txad, situada en el centre del país. Està composta pel que abans era la Prefectura de Batha amb petits ajustos territorials. La capital de la regió és Ati.

## Geografia
La regió limita amb la regió de Borkou al nord, la regió de Wadi Fira i la regió d'Ouaddaï a l'est, la regió de Sila al sud-est, la regió de Guéra al sud, la regió d'Hadjer-Lamis al sud-oest i la regió de Bahr el Gazel a l'oest. El terreny és en general pasturatge de sabana, que es barreja amb el desert del Sàhara al nord de la regió, que està poc poblat. El llac Fitri està situat al sud-oest de la regió.

### Principals poblacions
Ati és la capital de la regió; altres assentaments importants són Am Sack, Assinet, Djédaa, Haraze Djombo Kibit, Hidjelidjé, Oum Hadjer i Yao.

## Demografia
Segons el cens del Txad de 2009, la població de la regió era de 527.031 habitants, dels quals el 51,9% eren dones. La grandària mitjana de les llars en 2009 és de 5,1 en les zones rurals i de 5,4 en les zones urbanes. El nombre de llars era de 103.261: 89.991 en les zones rurals i 13.270 en les zones urbanes. El nombre de nòmades a la regió va ser de 37.419, el 9,6% de la població. Hi havia 526.008 persones que residien en llars privades. Hi havia 221.810 persones majors de 18 anys: 98.651 homes i 123.159 dones. La proporció de sexes era de 0,93 (93 dones per cada 100 homes).
Els principals grups etnolingüísticos són els grups àrabs com els baggara, que parlen predominantment l'àrab txadià (33,62%), Donar Daju Daju (percentatge desconegut), els grups lisi com els bilala (18,11%) i naba-kuka (15,71%), els masalit (5,73%) i els masmaje (5,61%).

## Economia
A partir de 2015, la Internet i el telèfon eren limitats i el correu era el principal mitjà de comunicació.
En 2016 es va descobrir or a la regió, i moltes persones de tot el Txad, i algunes de llocs tan llunyans com el Níger i el Sudan, van començar a arribar aquí. No obstant això, l'exèrcit del Txad es va moure per a evitar que ningú entrés a la regió

## Divisions administratives
En el marc de la descentralització, al febrer de 2003, el Txad es va dividir administrativament en regions, departaments, municipis i comunitats rurals. Les prefectures, que al principi eren 14, van ser designades de nou en 23 regions. Les regions són administrades per governadors designats pel President. Els prefectes, que originalment eren responsables dels 14 prefectes, van conservar els títols i es van encarregar de l'administració dels departaments més petits de cada regió. Els membres de les assemblees locals es trien cada sis anys, mentre que els òrgans executius es trien cada tres anys. En 2016, hi ha 23 regions al Txad, que es divideixen en funció de la població i la conveniència administrativa.

### Subdivisions
La regió de Batha està dividida en tres departaments:
- Batha Est
- Batha Oest
- Fitri.